# Jean-Louis Chazelle
Pour les articles homonymes, voir Chazelle.
Jean-Louis Chazelle, né le 25 septembre 1911 à Andrézieux et mort le 3 mars 1985 à Saint-Étienne, est un homme politique français.

## Détail des fonctions et des mandats
- 30 novembre 1958 - 9 octobre 1962 : Député de la Loire